# Thelypteris crypta
Thelypteris crypta är en kärrbräkenväxtart som först beskrevs av Lucien Marcus Underwood och Maxon, och fick sitt nu gällande namn av C. Reed. Thelypteris crypta ingår i släktet Thelypteris och familjen Thelypteridaceae. Inga underarter finns listade.